# Lajos Czeizler
Lajos Czeizler, född 5 oktober 1893 i Heves i dåvarande Österrike-Ungern, död 6 maj 1969 i Budapest, Ungern, var en ungersk fotbollstränare. Med totalt 11 större titlar är han än en av de mest framgångsrika fotbollstränarna någonsin.
Han startade sin karriär på 1920-talet i Polen, i ŁKS Łódź, där han hade sitt första tränarjobb. 1940 flyttade han till Sverige, där han hade sina största framgångar med IFK Norrköping. Han tog där rekordmånga titlar genom att leda laget till fem SM-guld (1942-43, 1944-45, 1945-46, 1946-47, 1947-48) samt två cup-guld 1943 och 1945. När han ledde IFK Norrköping till guldet 1948 blev han den äldste tränaren att ta denna titel. Han var då 54 år, 8 månader och 1 dag gammal. Rekordet är sedan dess slaget av Conny Karlsson med Helsingborgs IF.
Efter sin tid i Sverige flyttade Lajos Czeizler till Italien där han vann ligan med AC Milan (dit även hans spelare Gunnar Nordahl och Nils Liedholm hade värvats) 1951. Han var tränare för Italiens landslag under Världsmästerskapet i fotboll 1954. År 1961 vann han sin andra titel i Italien med Fiorentina när laget besegrade Lazio med 2–0 i cupfinalen.
1963–64 vann han både ligan och cupen med S.L. Benfica i Portugal.